# Авета
Авета (лат. Aveta) је у келтској митологији, нарочито код Гала, била богиња женске плодности и рађања деце. Такође је повезана са свом свежом водом и извориштима питке воде међу којима је и оно у Триру, у Немачкој.

## Ископине
У Тулон-сир-Ајеру (Француска), су пронађене глинене фигурице ове богиње и оне су главни извор сазнања о њој. and at Trier. These figurines show the goddess with infants at the breast, small lap-dogs, or baskets of fruit. Приказивана је како доји дете. Такође, њене фигуре су пронађене и у Триру. На основу археолошких сазнања, претпоставља се да је постојао и њој посвећен храм у Триру, на комплексу Олтбактал. Њено име се доводи у везу и са натписима пронађеним у Швајцарској и Златној обали Француске.